# هيكتور مايسون
هيكتور مايسون (20 أبريل 1936 في لابلاتا) (بالإنجليزية: Hector Maison)‏ لاعب كرة قدم أرجنتيني معتزل كان يجيد اللعب في خط الوسط . ساهم في تتويج نادي ليون ببطولة كأس فرنسا موسم 1966-1967 .